# 십이지장암
십이지장암(十二指腸癌, 영어: duodenal cancer)은 십이지장으로 알려진 소장의 첫 번째 부위에서 발생하는 암이다. 십이지장암은 위암이나 대장암에 비해 비교적 드물다. 십이지장암은 조직학적으로는 보통 선암이다.
가족성 샘종 폴립증(FAP), 가드너 증후군, 유전성 비폴립 대장암, 뮤어-토레 증후군, 셀리악병, 포이츠-제거스 증후군, 크론병, 소아 폴립증 증후군은 십이지장암 발병의 위험인자이다.
십이지장은 소장의 첫 번째 부분이다. 십이지장은 위와 공장 사이에 위치한다. 음식이 위산과 결합한 후 십이지장으로 내려가 쓸개의 쓸개즙 및 이자의 이자액과 혼합된다.

## 징후 및 증상
십이지장암 덩어리는 음식이 소장으로 가는 것을 방해하는 경향이 있다. 음식이 장에 도달하지 못하면 신체에서 처리되고 흡수되어야 하는 곳에 음식이 도달하지 못하기 때문에 통증, 위산 역류 및 체중 감소를 유발한다.
십이지장암 환자는 복통, 체중 감소, 메스꺼움, 구토, 만성 위장관 출혈을 경험할 수 있다.

## 치료
절제술은 때때로 치료 계획의 일부이지만 십이지장암은 상주하는 부위(하체에 공급하는 혈관이 많음) 때문에 외과적으로 제거하기가 어렵다. 화학요법은 때때로 암 덩어리를 축소시키기 위해 사용된다. 다른 경우에는 장 우회술을 통해 막힌 곳 주변의 장 연결을 위장으로 변경하려고 시도한다.
췌십이지장절제술은 십이지장암에 가끔 가능한 수술의 일종이다. 이 시술에서는 일반적으로 십이지장, 이자의 일부(머리 부분) 및 쓸개를 제거하고 소장을 유문(위 아래에 있는 판막)까지 가져오고 간과 이자의 소화 효소와 쓸개즙은 유문 아래의 소장과 연결된다.
이자의 일부분을 제거할 경우 보통 소화를 돕기 위해 이자 효소 보충제를 복용해야 한다. 이들은 처방전을 통해 캡슐 형태로 제공된다.

## 같이 보기
- 대장암
- 위암
- 십이지장